# Paphiopedilum adductum
Paphiopedilum adductum é uma espécie de orquídea terrestre, família Orchidaceae, que habita a província de Bukidnon, em Mindanao, Filipinas.